# Jolie
«Jolie» (укр. Джолі) — щомісячний німецький журнал про моду, що видається в Мюнхені, Німеччина.

## Історія
«Jolie» був вперше опублікований 30 вересня 2003 року. Журнал є частиною Axel Springer SE і виходить щомісяця у видавництві Vision Media. Штаб-квартира журналу знаходиться в Мюнхені. Головна редакторка — Аня Мюллер-Лохнер.
У 2010 році загальний тираж «Jolie» становив 375 642 примірники.